# Lester Grinspoon
Lester Grinspoon (Newton, 24 giugno 1928 – 25 giugno 2020) è stato uno psichiatra e editore statunitense.

## Biografia
Professore emerito all'Università di Harvard, fu autore di innumerevoli pubblicazioni scientifiche sulle droghe, ed in particolare sull'uso terapeutico e non della cannabis, tra cui Psychedelic Drugs Reconsidered, e Marijuana: La medicina proibita, pubblicato anche in Italia.
Il suo primo libro, Marijuana reconsidered, fu stampato dalla casa editrice dell'Università di Harvard nel 1971, e successivamente ristampato nel 1977 e nel 1994. 
Grinspoon fu il primo medico degli Stati Uniti d'America a prescrivere il carbonato di litio per il disturbo bipolare. 
Fondò inoltre la collana universitaria Harvard Mental Health Letter, di cui fu anche editore per quindici anni.